# Ammophila nasuta
Ammophila nasuta är en biart som beskrevs av Lepeletier de Saint Fargeau 1845. Ammophila nasuta ingår i släktet Ammophila och familjen grävsteklar.

## Underarter
Arten delas in i följande underarter:
- A. n. atlantica
- A. n. nasuta
- A. n. quadraticollis